# Championnat d'Équateur de football 1963
Navigation
Saison précédente Saison suivante
La saison 1963 du Championnat d'Équateur de football est la 5e édition du championnat de première division en Équateur. Onze clubs, issus des championnats régionaux (Guayaquil, Quito, Manabi, Tungurahua) participent à la compétition nationale disputée en deux phases. Lors de la première, les équipes sont réparties en deux groupes, qui voient les deux premiers disputent une poule pour le titre.
C'est le Barcelona Sporting Club qui remporte la compétition après avoir terminé en tête de la poule finale, avec un point d'avance sur le Club Sport Emelec et trois sur le Deportivo Quito. Le tenant du titre, le Club Deportivo Everest, n'a pas pu défendre son titre car il ne s'est pas qualifié à l'issue des championnats régionaux. C'est le 2e titre de champion de l'histoire du club.

## Les clubs participants
| - Club Sport Emelec - Barcelona Sporting Club - Estibadores Navales Manta - Club 9 de Octubre - Club Sport Patria - Sociedad Deportiva Aucas | - Politecnico Quito - Deportivo Quito - LDU Quito - Club Deportivo River Plate Ecuador - Club Social y Deportivo Macará |

## Compétition
Le barème utilisé pour établir les différents classements est le suivant :
- Victoire : 2 points
- Match nul : 1 point
- Défaite : 0 point

### Première phase

#### Groupe A
| Rang | Équipe                  | Pts | J | G | N | P | Bp | Bc | Diff |  | Résultats (▼ dom., ► ext.) | Pol | Bar | Pat | LDU | Est |
| ---- | ----------------------- | --- | - | - | - | - | -- | -- | ---- |  | -------------------------- | --- | --- | --- | --- | --- |
| 1    | Politecnico Quito       | 5   | 4 | 2 | 1 | 1 | 7  | 5  | +2   |  | Politecnico Quito          |     | 2-0 |     |     | 3-2 |
| 2    | Barcelona Sporting Club | 5   | 4 | 2 | 1 | 1 | 4  | 3  | +1   |  | Barcelona Sporting Club    |     |     | 0-0 | 3-1 |     |
| 3    | Club Sport Patria       | 5   | 4 | 2 | 1 | 1 | 5  | 6  | -1   |  | Club Sport Patria          | 2-1 |     |     |     | 3-1 |
| 4    | LDU Quito               | 3   | 4 | 1 | 1 | 2 | 6  | 8  | -2   |  | LDU Quito                  | 1-1 |     | 4-0 |     |     |
| 5    | Estibadores Navales     | 2   | 4 | 1 | 0 | 3 | 7  | 7  | 0    |  | Estibadores Navales        |     | 0-1 |     | 4-0 |     |

#### Groupe B
| Rang | Équipe                             | Pts | J | G | N | P | Bp | Bc | Diff |  | Résultats (▼ dom., ► ext.)         | Eme | DQu | Mac | 9Oc | Auc | Riv |
| ---- | ---------------------------------- | --- | - | - | - | - | -- | -- | ---- |  | ---------------------------------- | --- | --- | --- | --- | --- | --- |
| 1    | Club Sport Emelec                  | 9   | 5 | 4 | 1 | 0 | 10 | 1  | +9   |  | Club Sport Emelec                  |     |     |     | 1-0 | 4-0 | 3-0 |
| 2    | Deportivo Quito                    | 9   | 5 | 4 | 1 | 0 | 13 | 4  | +9   |  | Deportivo Quito                    | 1-1 |     | 2-1 |     | 3-0 |     |
| 3    | Club Social y Deportivo Macará     | 4   | 5 | 2 | 0 | 3 | 7  | 6  | +1   |  | Club Social y Deportivo Macará     | 0-1 |     |     |     | 2-0 | 3-0 |
| 4    | Club 9 de Octubre                  | 4   | 5 | 1 | 1 | 3 | 8  | 9  | -1   |  | Club 9 de Octubre                  |     | 1-2 | 3-1 |     |     |     |
| 5    | Sociedad Deportiva Aucas           | 4   | 5 | 2 | 0 | 3 | 5  | 11 | -6   |  | Sociedad Deportiva Aucas           |     |     |     | 3-2 |     | 2-0 |
| 6    | Club Deportivo River Plate Ecuador | 1   | 5 | 0 | 1 | 4 | 3  | 15 | -12  |  | Club Deportivo River Plate Ecuador |     | 1-5 |     | 2-2 |     |     |

### Seconde phase
| Rang | Équipe                  | Pts | J | G | N | P | Bp | Bc | Diff |  | Résultats (▼ dom., ► ext.) | Eme | Bar | Dep | Auc |
| ---- | ----------------------- | --- | - | - | - | - | -- | -- | ---- |  | -------------------------- | --- | --- | --- | --- |
| 1    | Barcelona Sporting Club | 9   | 6 | 4 | 1 | 1 | 12 | 3  | +9   |  | Barcelona Sporting Club    |     | 0-0 | 1-0 | 3-1 |
| 2    | Club Sport Emelec       | 8   | 6 | 3 | 2 | 1 | 9  | 2  | +7   |  | Club Sport Emelec          | 2-0 |     | 4-1 | 3-0 |
| 3    | Deportivo Quito         | 6   | 6 | 3 | 0 | 3 | 6  | 11 | -5   |  | Deportivo Quito            | 0-5 | 1-0 |     | 2-1 |
| 4    | Politecnico Quito       | 1   | 6 | 0 | 1 | 5 | 2  | 13 | -11  |  | Politecnico Quito          | 0-3 | 0-0 | 0-2 |     |

## Bilan de la saison
| Championnat d'Équateur de football 1963 |                                    |
| Champion                                | Barcelona Sporting Club (2e titre) |
| Qualifications continentales            |                                    |
| Copa Libertadores 1964                  | Barcelona Sporting Club            |
| Promotions et relégations               |                                    |
| Promus en Primera División              | Aucun                              |
| Relégués en Segunda División            | Aucun                              |